# Úsov (zámek)
Úsov je původně raně gotický hrad zčásti přestavěný na renesanční zámek s barokními úpravami. Leží ve stejnojmenném městě v okrese Šumperk v Olomouckém kraji. Od roku 1964 je areál chráněn jako kulturní památka. Jsou zde umístěny historické a přírodovědecké sbírky lichtenštejnského lovecko–lesnického muzea.

## Historie

### Počáteční období
Raně gotický hrad Úsov s dispozicí francouzského kastelu byl postaven na rozhraní starého sídelního území a královského hvozdu na stezce spojující Olomouc s královským městem Uničov. Přímo nad městem se vypínají hrad a zámek, což je poměrně řídký případ, kdy původní hrad a pozdější zámek stojí vedle sebe ve vzácné symbióze, aniž by stavba druhého znamenala zánik nebo úplnou přestavbu prvého.
Úsovský hrad byl mohutnou středověkou pevností. Poprvé se uvádí roku 1260, kdy ho získal olomoucký purkrabí Idík (Jiljí) I. ze Švábenic.  Ten získal krátce před tímto datem „úsovský újezd“ jako výsluhu od krále Přemysla Otakara II. a tehdy se již po Úsovu psal. Zřejmě právě on vybudoval uprostřed rozsáhlých lesů nad říčkou Doubravkou kamenný hrad.
Od roku 1276 byl Úsov až do r. 1408 v přímém držení krále, s krátkým obdobím 20 let (cca v letech 1330–1350), kdy ho drželi v zástavě Šternberkové. Po roce 1350 spravoval úsovské zboží syn Jana Lucemburského, pozdější moravský markrabě Jan Jindřich a jeho potomci. 
V letech 1375–1405 patřil Úsov moravskému markraběti Joštovi, který z něj učinil za moravských markraběcích válek důležitou základnu svých vojenských rot. Krvavé spory mezi ním a mladším bratrem Prokopem se nevyhnuly ani hradu a jejich vojenské družiny pustošily celý kraj. Po Prokopově smrti zastavil markrabě Jošt Úsov r. 1408 pánům z Krhovic.

### Pánové z Vlašimi
V r. 1416 potvrdil král Václav IV. zástavu úsovského zeměpanského zboží bohatému českému šlechtici Janu z Vlašimi s jedinou výhradou a to, že mu hrad zůstane stále otevřen. Stoletá vláda pánů z Vlašimi zanechala na Úsově trvalé stopy. K nim můžeme přičíst prakticky veškeré gotické úpravy dodnes na hradě zachované – např. věž Vlašimka. Právě ta nese jména svých stavebníků – bratrů Karla a Jiřího z Vlašimi, kteří na sklonku 15. století z Úsova učinili opravdové panské sídlo, hodné bohatství a moci tohoto rodu. Za husitských válek byl hrad poškozen a narušené hradby po opravě získaly dnešní podobu. Už před rokem 1457 prošel zásadní přestavbou hlavní hradní palác při severní hradbě a vedle bylo vybudováno stavení, nyní nazývané jako Boskovický palác. Z dosud dobře zachovalých pozůstatků je možno vysledovat vzhled hradu koncem 15. století. Za Karla z Vlašimi (1447–1475) a jeho synovců Karla mladšího (1475–1500) a Jiřího (1475–1513) se rozsáhlé úsovské panství stalo jedním z nejbohatších na Moravě vůbec a ani období česko-uherských válek nezastavilo jeho rozvoj.

### Boskovicové
Od pánů z Vlašimi přešlo úsovské panství s hradem v r. 1513 jako dar krále Vladislava II. za blíže neurčené služby do rukou pánů z Boskovic, a to již nikoliv jako zboží „zástavní“ nýbrž do plného vlastnictví. Po smrti prvního úsovského Boskovice Ladislava v r. 1520 zdědil obrovský komplex statků (téměř souvislý pás země začínající nad Brnem u Letovic a končící takřka u pramenů řeky Moravy, jeho syn Kryštof. Měl-li Ladislav své sídlo na Moravské Třebové, pobýval Kryštof častěji na Úsově. Zřejmým motivem bylo bohatství z těžby drahých kovů zejména stříbra a železa „na Medelských horách“. Nákladný život spojený s výkonem funkcí nejvyššího komorníka a později i zemského hejtmana měl však za následek počínající úpadek boskovického bohatství. V r. 1547 postoupil Kryštof úsovské panství s městem Litovlí, městečkem a hradem Úsovem a dalšími 26 vesnicemi synovi svého bratrance Jaroslava Černohorského z Boskovic – Janu Jetřichovi a sám si ponechal ostatní boskovická panství. Také Jan Jetřich si vybral úsovský hrad za své sídelní místo, což se pochopitelně odrazilo v jeho další výstavbě, ovlivněné již novým stavebním slohem – renesancí. Jižní palác byl rozšířen a upraveny interiéry, do hradu se vjíždělo novou bránou s padacím mostem. Starý Vlašimský palác začal být využíván pro hradní zázemí.
Po Jetřichově smrti v r. 1562 převzal Úsov jeho bratranec Albrecht z Boskovic, přítel umění a písemnictví, znalec zemských práv, dobrý hospodář ale také bezohledný a tvrdou rukou vládnoucí feudál. Také on zastával nejvýznamnější funkce v zemské správě, jako podkomoří, nejvyšší soudce a nejvyšší komorník a královský komisař na zemském sněmu v r. 1571, kde zastupoval císaře Maxmiliána II. Albrechtovým dědicem se stal v r. 1572 poslední mužský potomek boskovického rodu – Jan Šembera Černohorský z Boskovic. I když jeho sídlem byl bučovický zámek, rád se zdržoval na Úsově a lovil ve zdejších lesích. Šemberovy dcery se krátce před jeho smrtí provdaly. Anna Alžběta za Karla a Kateřina za Maxmiliána z Lichtenštejna. Těmito sňatky byl založen základ obrovského bohatství lichtenštejnského rodu, který se tak stal dědicem pánů z Boskovic, jejichž rod v r. 1597 Janem Šemberou vymřel po meči.

### Lichtenštejnové
Od té doby náleželo úsovské panství nepřetržitě až do r. 1945 Lichtenštejnům. Úsov se stal pouze sídlem správy panství, neboť Lichtenštejnové sem zajížděli sporadicky, hlavně za účelem lovů. Navíc úsovskému sídlu zasadila těžké rány třicetiletá válka a zejména Švédové pod vedením generála Torstensona, kteří hrad i městečko v r. 1643 vypálili. Hrad byl po třicetileté válce nouzově opraven, k jeho důkladné opravě a přestavbě jihozápadní části do podoby zámku došlo za vnuka prvního lichtenštejnského držitele Úsova – knížete Jana Adama Ondřeje, který jej držel od r. 1648. Nad hranatou věží a jižním rondelem byl kolem roku 1691 podle návrhu italského stavitele Domenica Martinelliho (1650–1718) vystavěn třípatrový zámecký palác se schodištěm. Průčelí zámku bylo osazeno třípatrovým rizalitem. Také nejvyšší věž "hladomorna" byla barokizována cibulovým krytem a instalován do ní hodinový stroj. Celá barokní přestavba byla realizována v letech 1692–1699.
Ani Jan Adam Ondřej však Úsov nezvolil jako svoje hlavní sídlo, a tak zámek nadále zůstal sídlem lichtenštejnských úředníků v čele se zámeckým hejtmanem. Od roku 1748 začal platit tereziánský katastr – soupis poddaných a jejich majetku pro daňové účely. V letech 1751 a potom 1761–1762 sloužila část zámku jako ošetřovna raněných vojínů, z nichž někteří odpočívají u "Černého kříže" v nedalekém lese. Z dalších knížat z Lichtenštejnu, kteří se postupně střídali v držení Úsova, je nutno uvést Josefa Václava (1696–1772), vynikajícího válečníka a nositele Řádu zlatého rouna, Františka Josefa (1726–1781), za jehož života v roce 1775 došlo na úsovském panství k bouřím, které byly potlačeny za vojenské asistence, a Jana Josefa (1740–1836), který věnoval značnou pozornost správě ohromných statků a lesnictví a který obohatil zámeckou knihovnu o umělecké sbírky.
Při stavebních úpravách v průběhu 18. století byla postupně odstraněna podoba původního opevnění na západní straně, kde byl hrad rozšířen a ohrazen novou zdí s malými hranolovitými věžemi. Na okraji ostrohu byl postaven dům kastelána, který byl podepřen masivními opěráky. 
Rokem 1848 přestal být úsovský zámek sídlem vrchnostenské správy a bylo rozhodnuto umístit sem nově zřízenou lesnickou školu. Za tím účelem byl vybudován objekt tzv. Staré školy. V roce 1867 byla škola přemístěna na Sovinec, ale sbírky byly ponechány na Úsově. V letech 1911–1914 zde byla městská obchodní mlynářská škola a v meziválečném období česká obecná škola.
V centru pozornosti se úsovský zámek objevil až v 19. století, kdy zdejší prozatím skromné lovecké sbírky kníže Jan Josef (1760–1836) značně obohatil o další trofeje především z domácích revírů. Zámeckou knihovnu a umělecké sbírky rozšířil o další exponáty. Kolem r. 1900 zřídil Jan II. z Lichtenštejna v zámku lesnické a lovecké muzeum, jehož sbírky byly doplňovány trofejemi z loveckých výprav Lichtenštejnů po Evropě, zejména z Polska a Itálie a také z výprav do Afriky.

### Poválečné období a současnost
V roce 1945 se stal zámek s celým inventářem a instalovanými sbírkami majetkem československého státu. Koncem roku 1951 svěřila Národní kulturní komise celý objekt do správy Krajského vlastivědného muzea v Olomouci. Vlastivědný ústav v Šumperku v roce 1967 do své správy převzal stavební objekty zámeckého areálu a o rok později také instalované sbírky. Zámek se nacházel v havarijním technickém stavu a v roce 1983 byl pro veřejnost uzavřen až do roku 1990. Od roku 1995 je celý areál v majetku města Úsov, sbírky spravuje i nadále Vlastivědné muzeum v Šumperku. 
Ve starší renesanční části zámku je zřízena restaurace a na zámku i předzámčí se pořádají historické turnaje a jiné akce.

## Popis zámku
Areál je situován na výběžku náhorní planiny, ze tří stran je oklopen příkopem a ze severovýchodu chráněn vysokým valem. Svou dispozicí je řazen mezi typ francouzského kastelu, tedy hrad s více věžemi, které umožňují aktivní obranu. Podle archeologického průzkumu bylo na Úsově do hradební zdi zabudováno 6 válcovitých věží. 

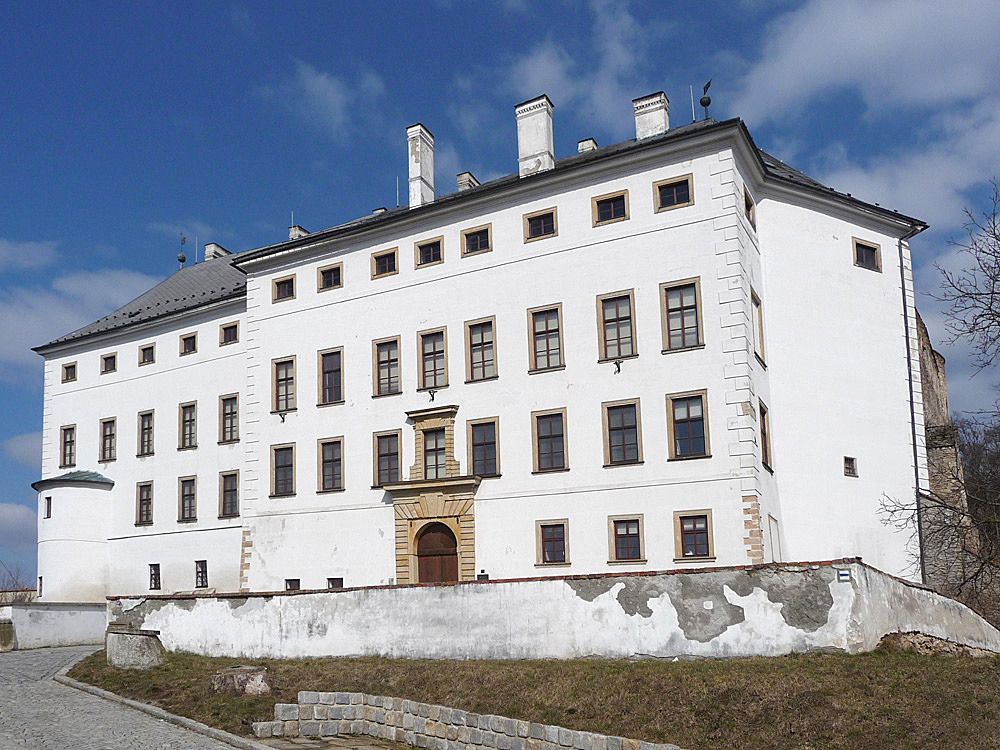
Vstup do zámku

Do zámku se vstupuje z jihozápadní strany po kamenném mostě (původně zřejmě padacím) přes hluboký hradní příkop. Hlavní zámecký palác je třípatrový s obdélníkovým půdorysem. Most ústí do půlkruhového portálu a průjezdem s křížovou klenbou se vchází do nádvoří nepravidelného tvaru. Barokní zámek byl vestavěn do středověkého hradu, mezi věže gotického opevnění, kdy původně gotický hrad nebyl výstavbou zámku dotčen a více než půlkruhem uzavírá nádvoří areálu. Dominantou je válcová věž s hladomornou, ukončená barokní cibulí s lucernou. Vnější opevnění bylo zesíleno dalšími věžemi, ochozy hradby jsou dosud kryty šindelovou ochrannou stříškou. Na místě hradního paláce stojí nyní přízemní budova s reliéfem štítonoše a letopisem 1487, při hradbě jsou pak další stavby (tzv. Stará škola, Boskovický palác, Vlašimský palác). Uprostřed nádvoří se nachází samostatný objekt kočárovny.
Vnitřní prostory hradu jsou prázdné. Stěny zámeckého schodiště pokrýval rozsáhlý soubor paroží a parůžků spárkaté zvěře.
Před vstupem do expozice afrických trofejí můžeme nahlédnout do černé kuchyně, vybavené pecí, dřevěným nábytkem a především kolekcí kuchyňského nádobí ze 17. století.

## Lovecko-lesnické muzeum
Na hradě zřídil v roce 1898 Jan II. Lichtenštejn (1840–1929) muzeum, ve kterém byly vystaveny exponáty jak z českých zemí, tak z výletů do Afriky, Polska a Itálie. Ve sbírkách úsovského zámku je přes 4000 kusů přírodnin, z toho na 700 kusů rohů a parohů, lemujících zdi a zámecké schodiště. Dominantu těchto prostor představují paroží jelenů, především z jižní Moravy. Základ muzeální expozice interiéru tvoří sály, které v prvním poschodí představují trofeje africké zvířeny, především antilop, gazel, lebka a kly slona, lva pustinného, zebry a nosorožce, pocházejících z přelomu 19. a 20. století. Lovecké trofeje v dalších sálech prvního patra zámku, např. totální preparát lva, kůže lvů, rohy a hlavy s rohy kopytníků, především antilop a gazel, hlavy žirafy a zeber, návštěvníky seznamují s charakterem některých skupin africké zvěře. V tomto patře za expozicí africké zvěře následuje sál kozorožců. Od konce 19. století je zámek Úsov znám jako lovecké muzeum.
Sály druhého patra prezentují české ptáky a savce. Tato část expozice nabízí přehlídku velkých i menších druhů. Jeden ze sálů druhého patra zavádí do říše hmyzu. Instalace je doplněna také herbářem dřevin a ukázkami zpracování dřeva. Doprovodné exponáty mají loveckou tematiku, jsou zde vystaveny kolekce zbraní, nábytek vyrobený z kořenů stromů a předměty dokumentující lesnictví z počátku 20. století. V tomto sále (zbrojnici) si může návštěvník prohlédnout kolekce kuriózních pytláckých zbraní a loveckých pušek zabavených zaměstnanci v revírech bývalého Lichtenštejnského panství. Kolekci pytláckých zbraní doplňují exponáty pušek vyrobených Lichtenštejnskými puškaři Franzem Adamem a Janem Prestlem, působících ve Valticích koncem 18. století a začátkem 19. století. Lovecko-lesnické muzeum v Úsově je ojedinělým muzeem tohoto druhu ve střední Evropě.
Nově upravená expozice domácí fauny a lesnictví byla otevřena 1. dubna 2017.

## Fotogalerie

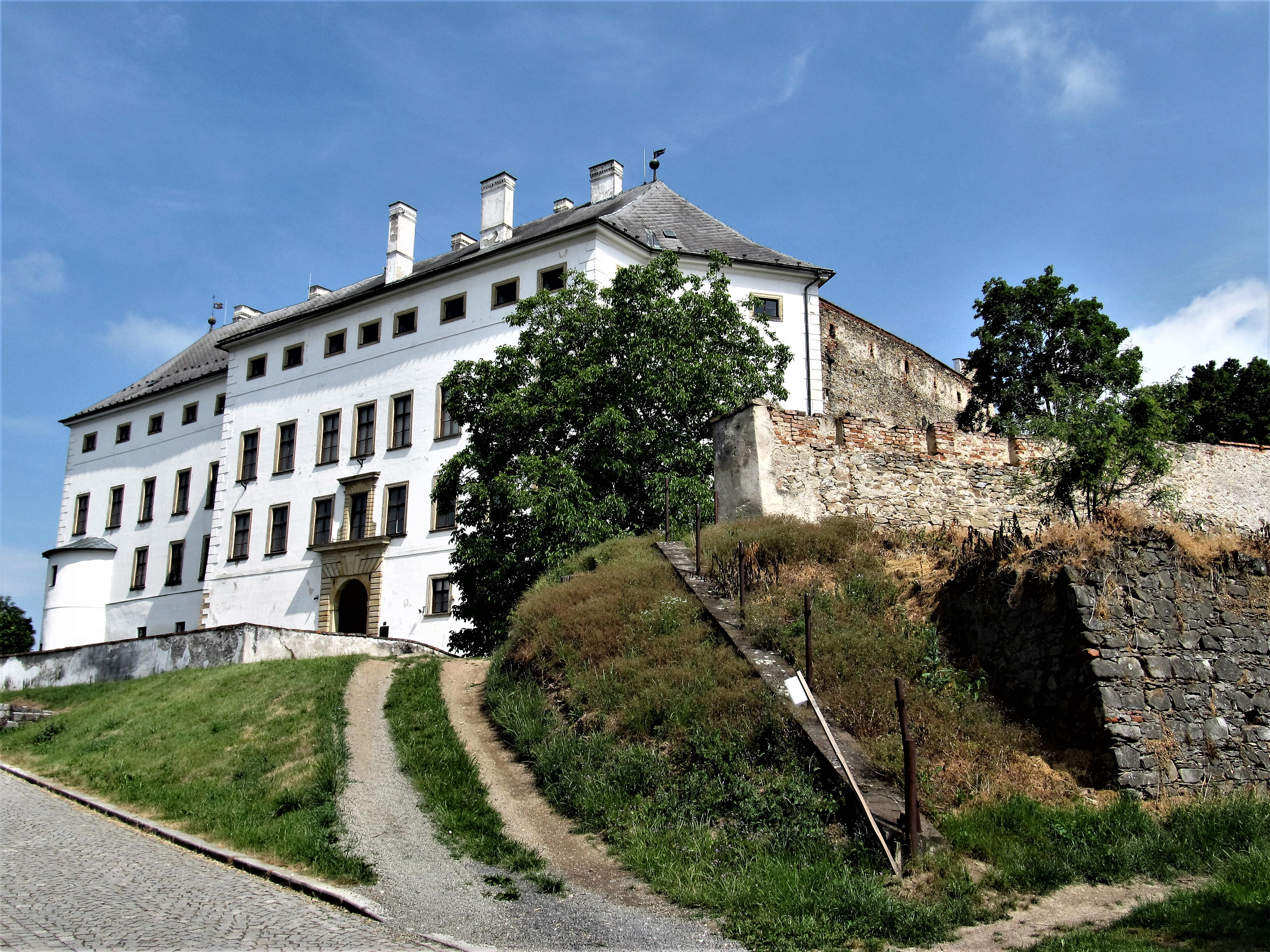
Hlavní palác a část hradební zdi
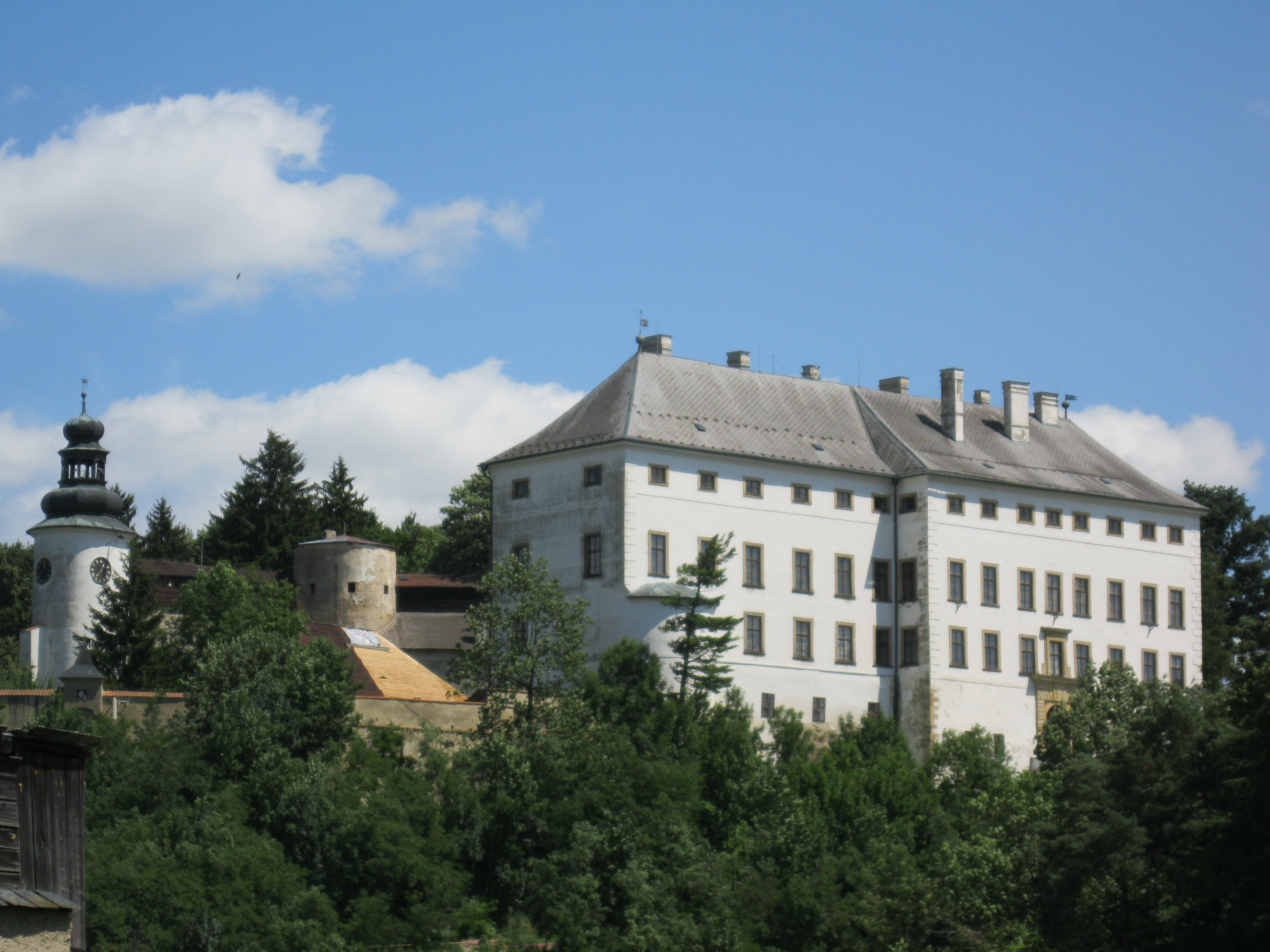
hlavní palác, zleva věže Hladomorna a Vlašimka
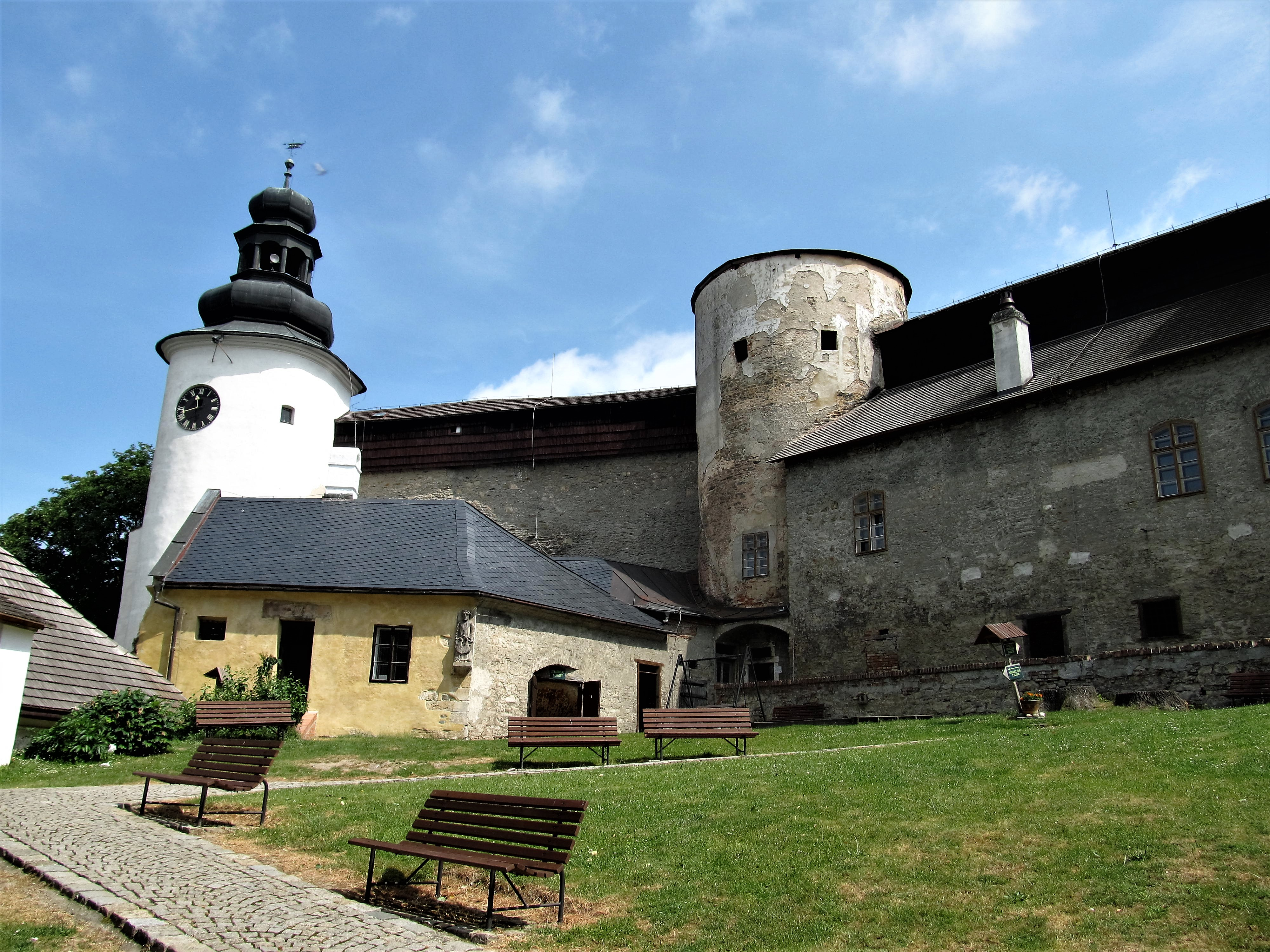
hradní nádvoří - věže Hladomorna a Vlašimka, Vlašimský a Boskovický palác
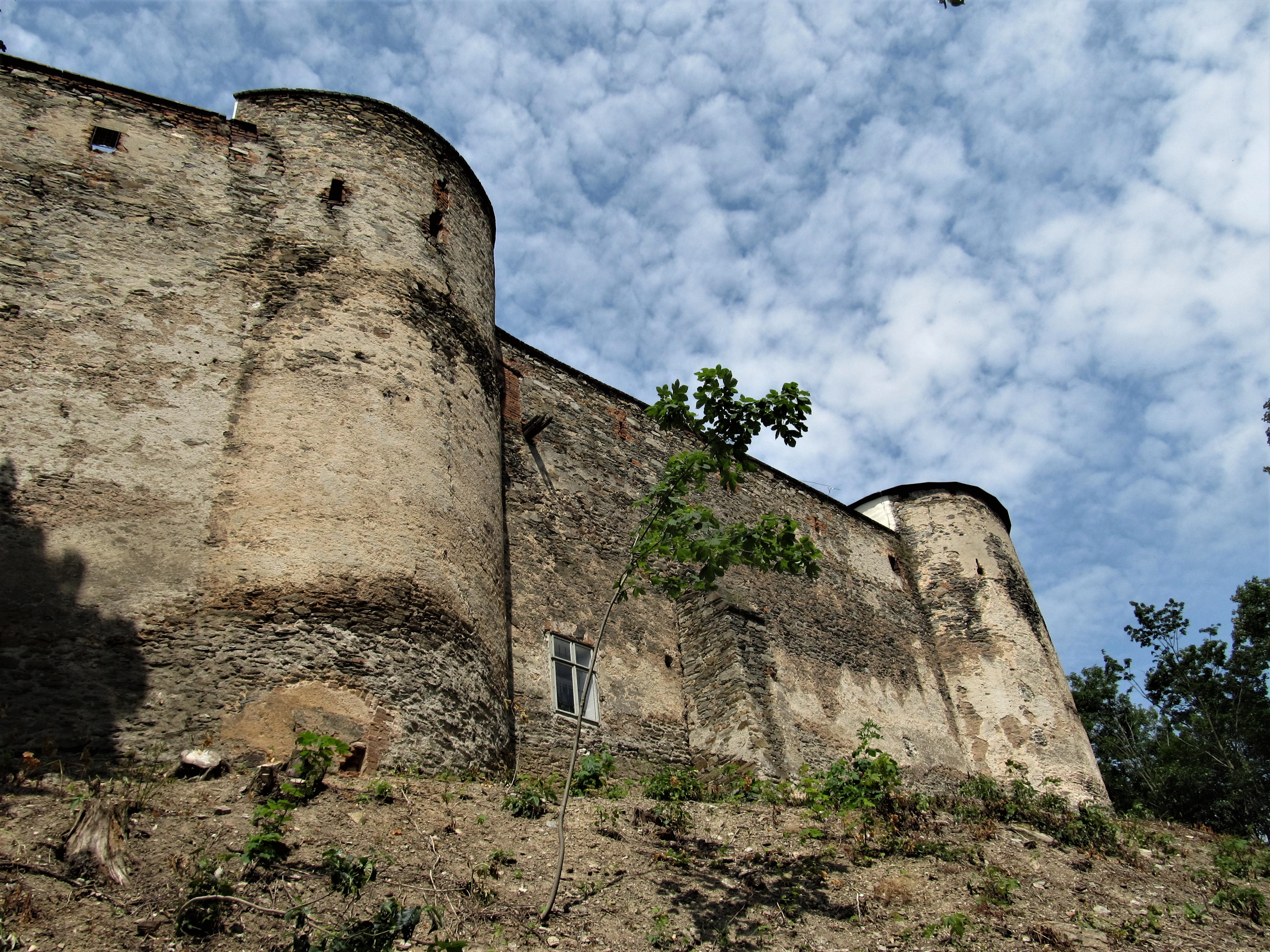
Pozůstatek opevnění bývalého hradu východně od zámku
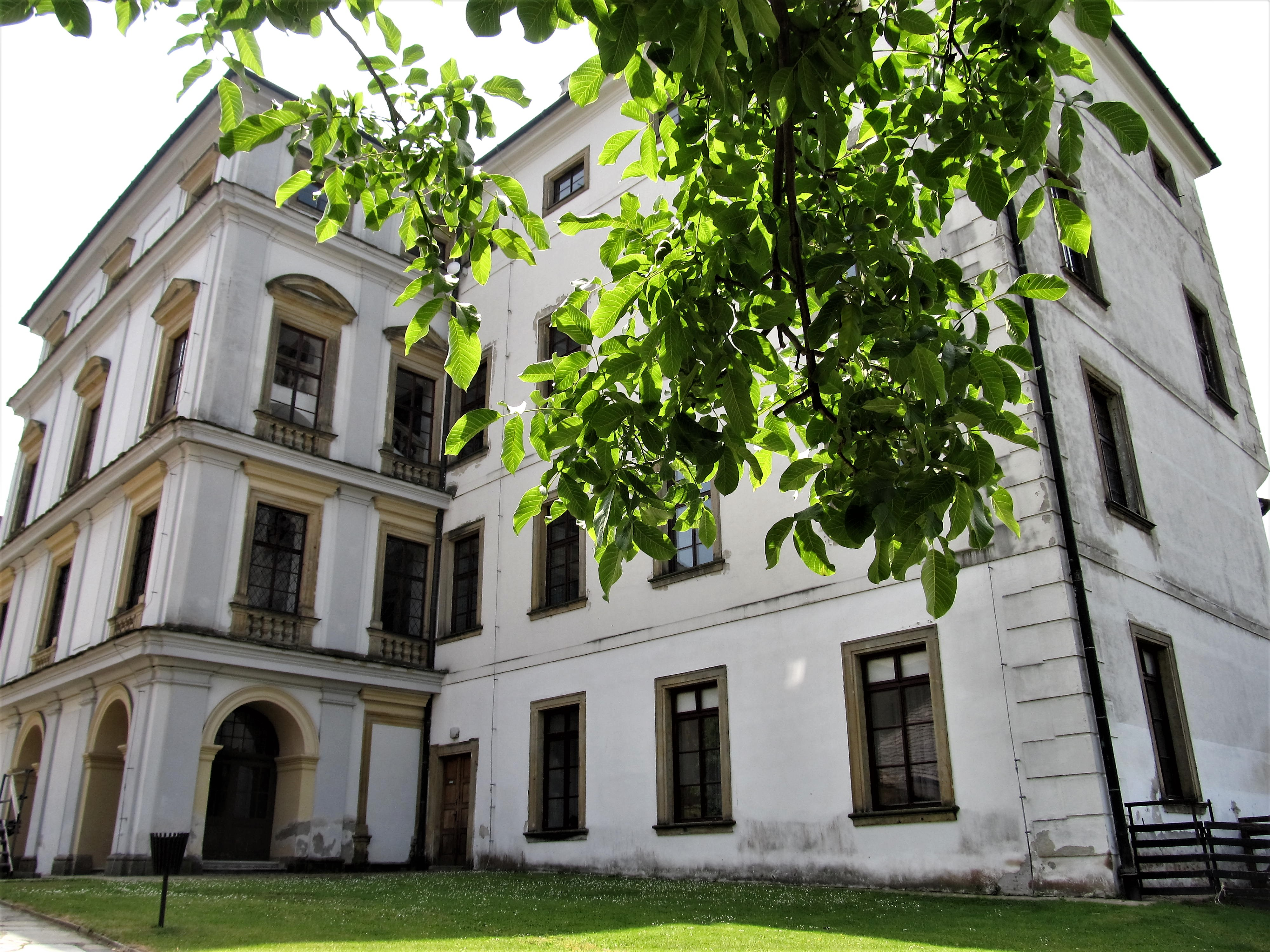
Hlavní zámecká budova pohledem z nádvoří
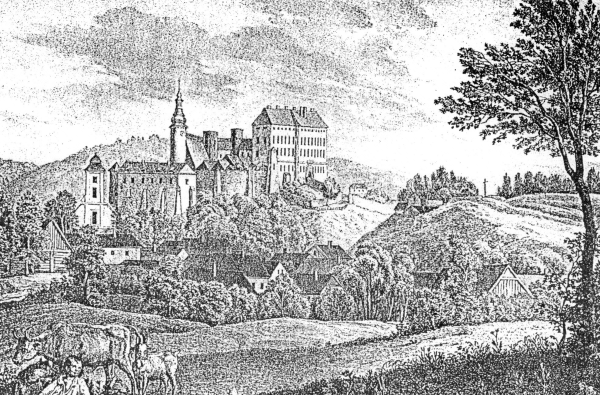
Zámek Úsov v roce 1834
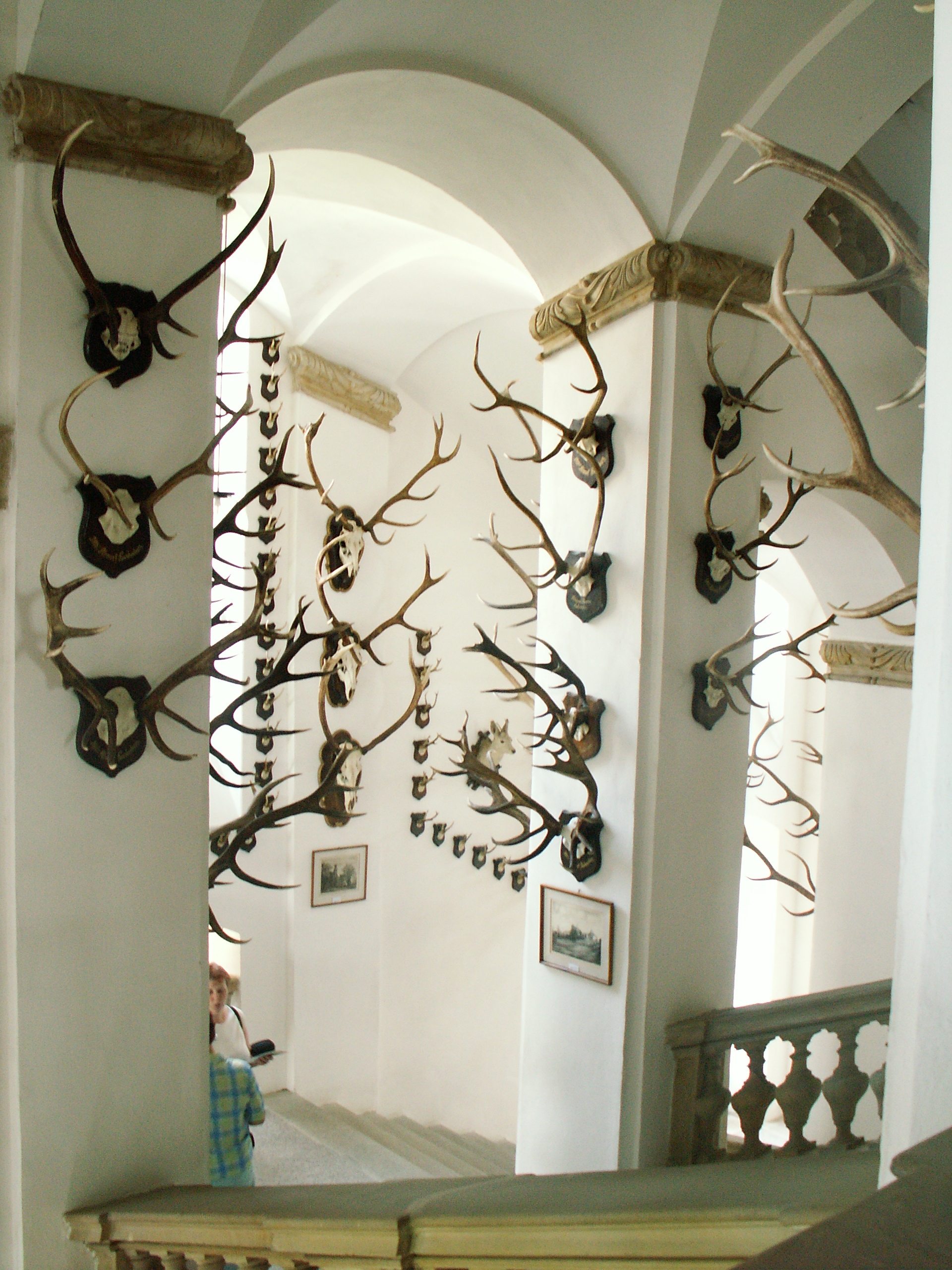
Část sbírky paroží